# رائول خاجیمبا
رائول خاجیمبا (آبخازی: Рауль Ҳаџьымба؛ زادهٔ ۲۱ مارس ۱۹۵۸) یک سیاست‌مدار اهل اتحاد جماهیر سوسیالیستی شوروی است.